# Bulgarian International 2010
Die Bulgarian International 2010 im Badminton fanden vom 7. bis zum 10. Oktober 2010 in Sofia statt.

## Medaillengewinner
| Disziplin    | Gold                                | Silber                        | Bronze                             |
| ------------ | ----------------------------------- | ----------------------------- | ---------------------------------- |
| Herreneinzel | Przemysław Wacha                    | Kęstutis Navickas             | Sven Eric Kastens                  |
| Herreneinzel | Przemysław Wacha                    | Kęstutis Navickas             | Viktor Axelsen                     |
| Dameneinzel  | Petya Nedelcheva                    | Chloe Magee                   | Tatyana Bibik                      |
| Dameneinzel  | Petya Nedelcheva                    | Chloe Magee                   | Linda Zechiri                      |
| Herrendoppel | Marcus Ellis Peter Mills            | Martin Campbell Angus Gilmour | Andrej Ashmarin Nikita Khakimov    |
| Herrendoppel | Marcus Ellis Peter Mills            | Martin Campbell Angus Gilmour | Gary Fox Neil White                |
| Damendoppel  | Petya Nedelcheva Anastasia Russkikh | Tatyana Bibik Olga Golovanova | Lena Frier Kristiansen Marie Røpke |
| Damendoppel  | Petya Nedelcheva Anastasia Russkikh | Tatyana Bibik Olga Golovanova | Sanne Ekberg Amanda Högström       |
| Mixed        | Evgeny Dremin Anastasia Russkikh    | Gert Künka Amanda Högström    | Aliaksei Konakh Alesia Zaitsava    |
| Mixed        | Evgeny Dremin Anastasia Russkikh    | Gert Künka Amanda Högström    | Stilian Makarski Diana Dimova      |